# Windows Media Center

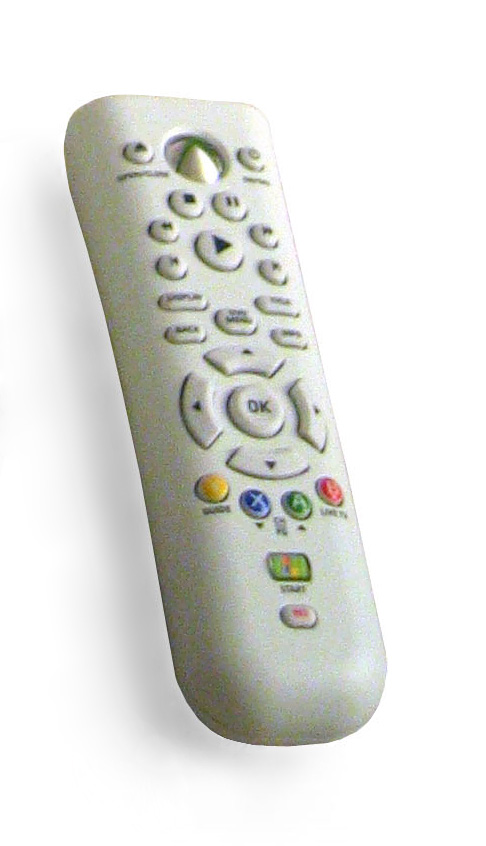
Controle remoto do Xbox 360, com o "botão verde" (segundo botão de baixo para cima)

O Windows Media Center é um aplicativo feito pela Microsoft projetado para servir como um centro de entretenimento doméstico, incluído no Windows XP Media Center Edition, nas versões "Home Premium" e "Ultimate" do Windows Vista, Home Premium, Professional e Ultimate do Windows 7 ou como upgrade do Windows 8. Foi feito para ser controlado de uma distância de 3 metros, através de controles remotos especiais que possuem o "botão verde". Esse botão é utilizado para iniciar o Media Center a partir do Windows ou para voltar ao menu iniciar de dentro do aplicativo. O Media Center visualiza fotos, vídeos e música presentes no computador do usuário, de discos rígidos, drives ópticos e locais de rede. Também os categoriza por nome, data, marcadores e outros atributos de arquivo. A mídia que é gerenciada através do Media Center pode ser transmitida por uma rede doméstica para televisores comuns por meio de extensores ou do Xbox 360. O Xbox original requer um kit adicional para funcionar como extensor.[carece de fontes?]

## No Windows Vista
O Windows Media Center no Windows Vista inclui um sistema de menus redesenhado que tira proveito das capacidades gráficas do sistema operacional assim como da proporção 16:9. Também inclui a possibilidade de capturar imagens em alta-definição da TV a cabo com suporte a CableCARD e permite que um sintonizador digital funcione sem a presença de um sintonizador analógico. O Windows Media Center também está incluído na versão Home Premium, Professional e Ultimate do Windows 7.

## No Windows 7
Na nova versão do sistema operacional da Microsoft, o Windows Media Center apresenta muitas melhorias comparado a sua versão anterior. Inclui suporte para mais padrões de TV globais e sintonizadores, incluindo digital e HD. Reproduzindo ainda os formatos de áudio e vídeo mais populares, incluindo 3GP, AAC, AVCHD, DivX, MOV e Xvid. Menos espera com a utilização do novo recurso Turbo Scroll,TV pela Internet,apresentações de slides mais impressionantes,facilidade no compartilhamento de mídia, visualizações maiores com o novo gadget.

## No Windows 8
O Windows Media Center, ao contrário das versões anteriores do Windows, não está incluso por padrão. O usuário que utiliza o Windows 8 Pro deverá comprar o Windows Media Center avulso pagando uma taxa pelo produto ou se utiliza o Windows 8 fazer uma atualização para o Windows 8 Pro Pack (um upgrade do Windows 8 para a edição Pro com Media Center). Para Windows RT ele não está disponível.[carece de fontes?]